# Cylloepus parkeri
Cylloepus parkeri är en skalbaggsart som beskrevs av Ivan T. Sanderson 1953. Cylloepus parkeri ingår i släktet Cylloepus och familjen bäckbaggar. Inga underarter finns listade i Catalogue of Life.